# Гонгоризм
Гонгори́зм (ісп. Gonqorismo, за іменем поета Луїса де Гонгора), або культи́зм, культерані́зм (ісп. culteranismo, cultismo, від culto — витончений) — напрям в іспанській бароковій літературі XVII століття, що знайшов своє вираження в формалістично-витонченій творчості Луїса де Ґонґора, Хуана де Тассіса, Паравісіно, Рока і Серна, Вергара (книга віршів «Ідеї Аполлона»), Росас (віршований збірник «Розмови без карт») та ін.

## Опис
Аристократична школа в іспанській поезії XVII ст., одним із зачинателів котрої був поет Луїс де Гонгора-і-Арготе. Висловлюючи феодально-дворянську реакцію в літературі, гонгоризм виник на противагу реалістичній ренесансній поезії, що спиралася на гуманістичні національні й народні традиції; він багато в чому аналогічний маньєризмом в італійській і преціозності у французькій поезії. Гонгоризм відмовлявся від ренесансного принципу доступності поезії і орієнтував її на «аристократію духу» («gente culta»), стверджуючи разом з тим «культ чистої форми», принципову безсюжетність і навмисну ускладненість поетичної мови. З цією метою поети-гонтористи порушували правильні синтаксичні конструкції і звичайні граматичні зв'язки слів у фразах; впроваджували неологізми, переважно вченого походження, в тому числі латинізми; широко застосовували метафори та інші тропи на основі суб'єктивних асоціацій, що затемнюють зміст зображуваного; навмисно зіштовхували несумісні поняття, замінюючи конкретні визначення перифрастична.

## Історія виникнення
У 1620-1630-х навколо гонгоризму розгорнулася запекла полеміка. Його супротивниками виступили багато діячів іспанської барокової культури XVII ст.: філологи-гуманісти П. де Валенсія і Ф. Каскалес, письменники Х. Мартінес де Хаурегі, Лопе Ф. де Вега Карпьо, Ф. де Кеведо-і-Вильегас, Тірсо де Моліна тощо. На захист гонгоризму виступили учні та шанувальники Гонгора-і-Арготе: О. Ф. Паравісіно-і-Артег, історики Д. де Кольменарес, X. де Пельісер тощо. З середині XVII століття гонгоризм став провідним напрямком в іспанській поезії, надавши сильний вплив на поезію південноамериканські колонії Іспанії. У 18 столітті термін «гонгоризм» став синонімом манірної, формалістичної поезії. Інтерес до гонгоризму відродився в Іспанії і країнах Латинської Америки в кінці ХІХ — поч. ХХ століття. Одним з перших його пропагандистів в цей час був глава «модернізму» Рубен Даріо. Особливо широко захоплення гонгоризмом поширилося в 1920-х роках, коли відзначався ювілей Гонгора-і-Арготе. Данину гонгоризму в своїй ранній творчості віддали відомі поети Іспанії: В. Алейксандре, Р. Альберті, Ф. Гарсіа Лорка, М. Ернандес і ін.